# BE MY VALENTINE
「BE MY VALENTINE」（ビー マイ バレンタイン）は、川瀬智子の「Tommy february6」名義の9枚目のシングル。2013年2月6日にワーナーミュージック・ジャパンよりリリースされた。

## 概要
2013年にスタートとなる「the brilliant green Tomoko Kawase デビュー15周年企画」の第1弾として、そのヴォーカル・Tommy（川瀬智子）の誕生日2月6日にTommy february6の8年ぶりのシングルとして発売された作品。
カップリングにはthe brilliant greenの1999年発表の7thシングル「愛の♥愛の星」のTommy february6によるカバー作品を収録。
初回プレス分はチョコレート型Tommy february6ロゴが用いられたデザインによる限定スリーブ仕様となり、限定特典として「Tommy チョコレート型ステッカー」も封入。

## 収録曲
| 全編曲: MALIBU CONVERTIBLE = Shunsaku Okuda。 |                           |                 |                    |      |
| #                                             | タイトル                  | 作詞            | 作曲               | 時間 |
| 1.                                            | 「Be My Valentine」       | Tommy february6 | MALIBU CONVERTIBLE | 6:00 |
| 2.                                            | 「愛の♥愛の星」(カバー曲) | 川瀬智子        | 奥田俊作           | 3:29 |

## 収録アルバム
- 『TOMMY CANDY SHOP ♡ SUGAR ♡ ME』（#10）（2013年6月12日）